# Gnómica
Gnómica es un género de poesía que consiste en un conjunto de máximas puestas en verso como auxilio a la memoria. Pertenece a la familia de la literatura sapiencial, que expresa verdades generales sobre el mundo. Los temas van de lo sagrado y divino a lo mundano. Los antiguos griegos la conocieron como gnomas, derivada de la palabra que significaba "conocimiento". Se diferencia de otros géneros de poesía como la épica o la lírica.
Los gnomas fueron definidos por Henry Peacham (¿1576? - ¿1643?) como un dicho perteneciente a los modos y prácticas de los hombres que declaran, con brevedad, qué debe hacerse y qué no en nuestra vida.
En el DRAE también se acepta nómica.

## Literatura griega gnómica
Los poetas gnómicos de Grecia, que florecieron en el siglo VI a. C., fueron los primeros en colocar máximas en forma de verso. Estas fueron reunidas por Lobón de Argos, un orador, pero su colección desapareció. 
Los principales poetas gnómicos fueron Teognis, Solón, Simónides de Amorgos, Demódoco y Jenófanes. Con la excepción de Teognis, cuyos escritos fueron preservados con éxito, solo fragmentos de los poemas gnómicos han llegado a nuestros días.
Baquílides escribió Gnomai (plural de gnome).
Los gnomas, en el sentido literario, pertenecen a los albores de la literatura. Muchas de las reflexiones éticas de los grandes dramaturgos (particularmente Sófocles y Eurípides) son de carácter gnómico.
No todos los gnomas de la Antigua Grecia son solemnes, algunos son voluptuosos y otros tienen la reputación de causar gracia.
John Addington Symonds escribe que los Poemas Gnómicos marcan la transición de Homero y Hesíodo a los dramaturgos y moralistas de Ática.

### Las fábulas de Esopo
De historicidad discutida, aunque localizable entre finales del siglo VII y comienzos del siglo VI a. C., Esopo sería el autor de un gran número de fábulas, breves relatos, bien en prosa o bien versificados para facilitar su memorización, muchos de ellos protagonizados por animales antropomorfizados (hablan y se comportan como seres humanos), como recurso literario muy efectivo para la sátira de costumbres, al convertirse en un ejemplo o contraejemplo moral. Platón cita su popularidad.

## Literatura gnómica medieval y moderna
Las gnomas son frecuentemente encontradas en las literaturas de Arabia, Persia e India, además de instrumentos grabados en Islandia. Los priamel, presentes en Alemania desde el siglo XII al siglo XVI, fueron poemas de estilo gnómico y se vieron desarrollados por Hans Rosenblut el poeta-orfebre de Núremberg, en el siglo XV. La literatura gnómica fue un género literario presente en los escritos medievales en Inglaterra.
El espíritu gnómico ha sido representado por algunos poetas de la temprana Edad Moderna, como Francis Quarles (1592 - 1644) en Inglaterra y Gui de Pibrac (1529 - 1584) en Francia.
Influenciados por los escritos gnómicos de Pibrac, otros escritores, como Antoine Faber (o Favre) (1557 - 1624) y Pierre Mathieu (1563 - 1621) redactaron con este estilo.